# Dragões do Grande Vale
Dragões do Grande Vale é uma escola de samba da cidade catarinense de Herval d'Oeste, que participa do Carnaval de Joaçaba.

## História
Fundada em 2007, a Dragões do Grande Vale é a caçula do samba joaçabense. fez seu primeiro desfile em 2008, como hours concours, levando 800 integrantes à Avenida do Samba. Apesar da falta de recursos financeiros enredo e desfile agradaram a platéia. O enredo tratou sobre a mitologia do Dragão, símbolo e nome da escola. Em 2009 a escola se ausentou do desfile, retornando no ano de 2010, novamente como desfile de apresentação, com enredo tratando sobre o problema da dengue.
Nos anos de 2011 e 2012 a escola não desfilou.

## Carnavais
| Ano                           | Colocação    | Grupo | Enredo                  | Ref.  |
| 2008                          | Participação | Único |                         | [ 2 ] |
| Não desfilou em 2009.         |              |       |                         |       |
| 2010                          | Participação | Único | Dragões contra a dengue | [ 3 ] |
| Não desfilou a partir de 2011 |              |       |                         |       |